# 涪陵博物馆
涪陵博物馆（英語：Fuling Museum）是一座位于重庆涪陵区的博物馆，馆长是黄海。

## 历史
前身是1986年8月21日成立的涪陵地区博物馆和1987年10月10日成立的涪陵市文物管理所，1999年2月10日两家合并成立博物馆，地址为重庆涪陵区兴华中路72号，毗邻堡子城公园。占地面积7,330平方米，总建筑面积5,538平米。

## 营业时间
- 周二至周日：上午九点至下午五点
- 周一闭馆

## 外部連結
官方网站